# Carles Dachs Clotet
Carles Dachs Clotet (Santa Eugènia de Berga, 1987) és un poeta català.
Llicenciat en filologia catalana per la Universitat Autònoma de Barcelona, exerceix com a professor lector de català a la Universitat Eötvös Loránd de Budapest.
La seva obra ha merescut el Premi Joan Duch per a Joves Escriptors 2009 per Suc de llum, el XVII Premi de poesia M.-Mercè Marçal per A dalt més alt, i el premi de poesia Sant Cugat a la memòria de Gabriel Ferrater per Vent a la mà.

## Obra
- Dachs, Carles. Suc de llum.  Juneda: Fonoll, 2010. ISBN 978-84-937342-2-0.
- Dachs, Carles. A dalt més alt.  Lleida: Fonoll, 2015. ISBN 978-84-9975-611-0.
- Dachs, Carles. Vent a la mà.  Barcelona: Edicions 62, 2021. ISBN 978-84-297-7973-8.